# كنيسة القديس يوحنا مرقس
كنيسة القديس يوحنا مرقس هي كاتدرائية رومانسكية في مدينة جبيل اللبنانية. الكنيسة مخصصة للقديس يوحنا مرقس، شفيع جبيل ومؤسس المجتمع المسيحي الأول في المدينة.

## تاريخ
شيدت الكنيسة عام 1115 من قبل الصليبيين، وكانت تُعرف في الأصل باسم كاتدرائية القديس يوحنا المعمدان. ضربت عدة كوارث بيئية المبنى بما في ذلك الزلازل، وسقطت الكنيسة في حالة سيئة حتى عام 1764، عندما تبرع يوسف الشهابي بالمجمع للرهبانية اللبنانية المارونية. أعادوا ترميم المبنى وأعادوا فتحه في عام 1776. تسبب القصف خلال أزمة المشرق عام 1840 في إلحاق الضرر مرة أخرى، ولكن تم إصلاحه؛ الكنيسة مفتوحة للزوار اليوم.